# هیندنبورگ ال‌زد ۱۲۹
هیندنبورگ ال‌زد۱۲۹ (به آلمانی: LZ 129 Hindenburg)، یا (Luftschiff سپلین # ۱۲۹؛ شمارهٔ ثبت: D-LZ 129). یک کشتی بالون بزرگ تجاری مسافری آلمانی، از کلاس هیندنبورگ، برترین، و طولانی‌ترین ماشین پرواز و دارای بزرگترین حجم بود. این کشتی هوایی مسافربر توسط شرکت آلمانی زپلین در سواحل دریاچه کنستانس در فریدریشسهافن طراحی و ساخته شده و توسط شرکت آلمانی خطوط هواپیمایی زپلین (دویچه زپلین-Reederei) اداره می‌شد. 
این نام به افتخار فیلد مارشال پل فون هیندنبورگ، که از سال 1925 تا زمان مرگش در سال 1934 رئیس جمهور آلمان بود، انتخاب شد.
پرواز این کشتی هوایی از مارس ۱۹۳۶ بمدت ۱۴ ماه تا ۶ مه  ۱۹۳۷ ادامه داشت تا اینکه در پایان اولین سفر امریکای شمالی خود در اثر آتش‌سوزی نابود شد.
سی و شش نفر در هنگام فرود در فرودگاه جی‌بی ام‌دی‌ال لیک‌هرست نیروی دریایی در منچستر، نیوجرسی، ایالات متحده درگذشتند. 
این آخرین حادثه از حوادث بالون‌های بزرگ بود؛ که بعد از سقوط کشتی هوایی بریتانیایی آر ۳۸ در سال ۱۹۲۱ با (۴۴ کشته)، و بالون رومای آمریکا در سال ۱۹۲۲ با (۳۴ کشته)، (Dixmude) فرانسوی در سال ۱۹۲۳ با (۵۲ کشته) و آر-۱۰۱ بریتانیا در سال ۱۹۳۰ با (۴۸ کشته)، و یواس‌اس اکرون (زدآراس-۴) در سال ۱۹۳۳ با (۷۳ کشته) به اینگونه پروازها پایان داده شد.

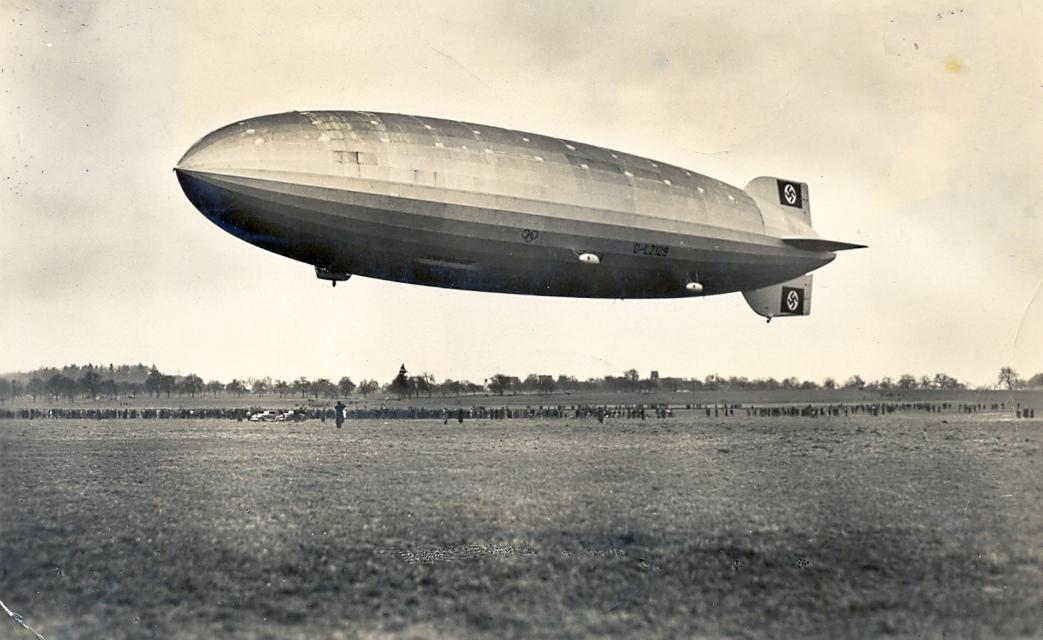
هیندنبورگ در اولین پرواز خود در 4 مارس 1936. نام کشتی هوایی هنوز روی بدنه آن نقاشی نشده بود.

## حادثه
در 6 مه 1937، در حالی که در تلاش برای فرود در ایستگاه هوایی نیروی دریایی لیک‌هورست در شهر منچستر، نیوجرسی، توسط آتش نابود شد. در ساعت 7:21 بعد از ظهر کابلهای مهار از دماغه کشتی پایین افتادند تا توسط پرسنل زمینی مهار شوند. چهار دقیقه بعد، در ساعت 7:25 بعدازظهر، هیندنبورگ در آتش سوخت و در کمتر از نیم دقیقه روی زمین افتاد. از 36 مسافر و 61 خدمه هواپیما، 13 مسافر و 22 خدمه جان خود را از دست دادند و یک خدمه زمینی نیز جان باخت.

## دلیل حادثه
طراحان مدل ۱۲۹ پس از اینکه حوادث دیگری رخ داده بود در ابتدا این کشتی را بر مبنای گاز هلیوم طراحی کرده بودند. با توجه به اینکه امریکا تولید کننده عمده گاز هلیوم بود و طبق قانون هلیوم۱۹۲۷  صدور هلیوم را منع کرده بود طرح را به هیدروژن تغییر دادند مخصوصا اینکه هیدروژن با وجود ارزانی و فراوانی مقدار بیشتری نیروی بالابرنده تولید میکرد.

دلیل اصلی احتراق هرگز پیدا نشد فقط در مورد آن گمانه زنیهایی شد.برخی آنرا به خرابکاری نسبت دادند.
داده‌ها از Airships: A Hindenburg and Zeppelin History site

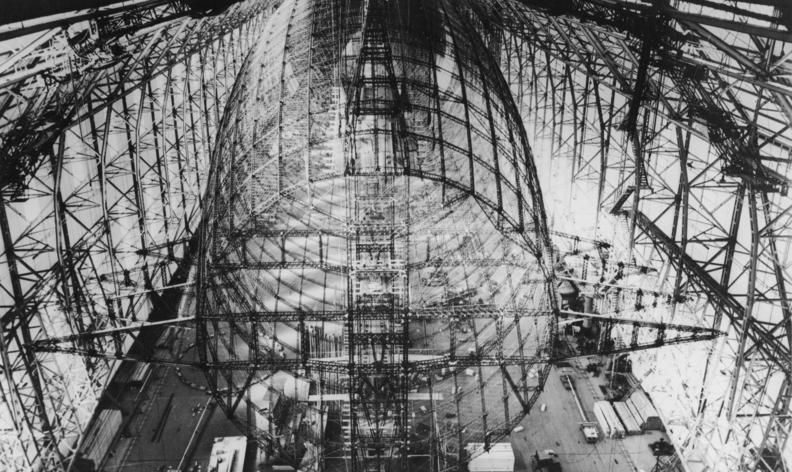
هیندنبورگ در حال ساخت

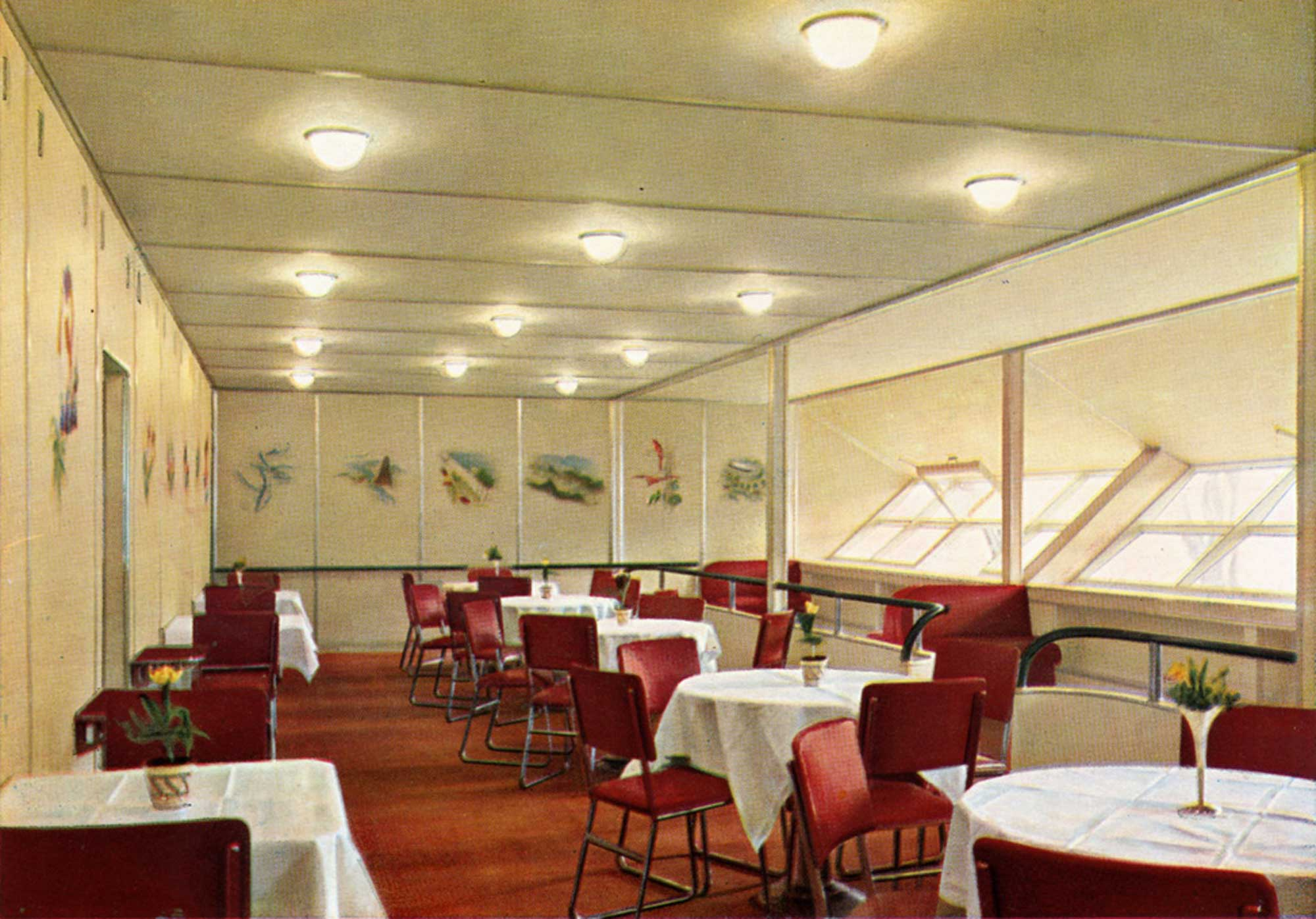
ناهارخوری

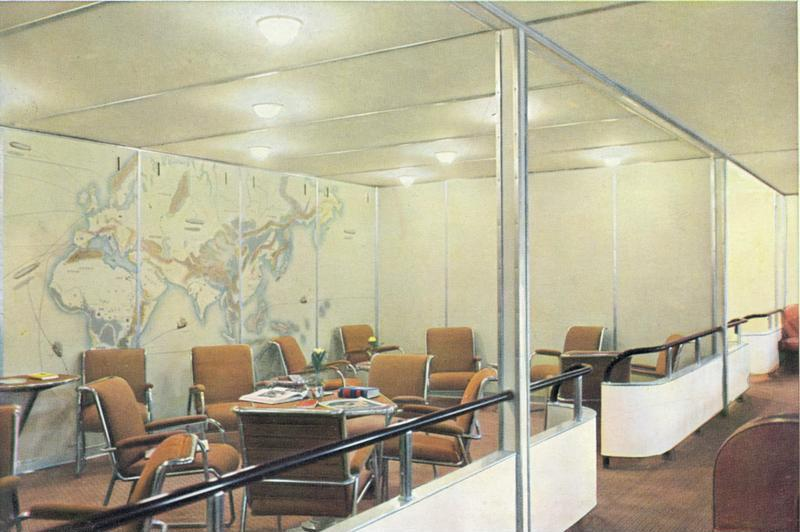
سالن، با نقشه جهان نقاشی شده بر روی دیوار

ویژگی‌های عمومی
- خدمه: 40 to 61
- ظرفیت: 50–70[۸] passengers
- طول: ۲۴۵ متر (۸۰۳ فوت ۱۰ اینچ)
- قطر: ۴۱ متر (۱۳۵ فوت ۱ اینچ)
- حجم: ۲۰۰٬۰۰۰ متر مکعب (۷٬۰۶۲٬۰۰۰ فوت مکعب)
- پیشرانه: ۴ عدد (LOF-6) V-16 diesel engines Daimler-Benz DB 602، ۸۹۰ کیلووات (۱٬۲۰۰ اسب بخار) در هر موتور

عملکرد
- حداکثر سرعت: ۱۳۵ کیلومتر بر ساعت (۸۵ مایل بر ساعت، ۷۴ گره)
- سرعت کروز: ۱۲۲ کیلومتر بر ساعت (۷۶ مایل بر ساعت، ۶۶ گره)

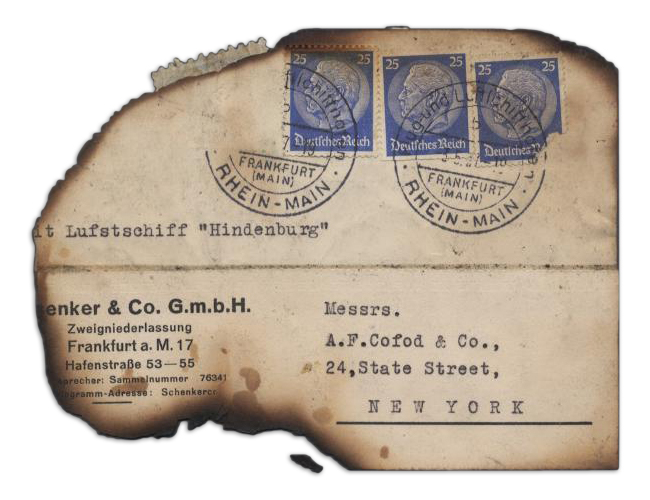
یک قطعه نامه نیمه سوخته از آخرین پرواز هندنبورگ
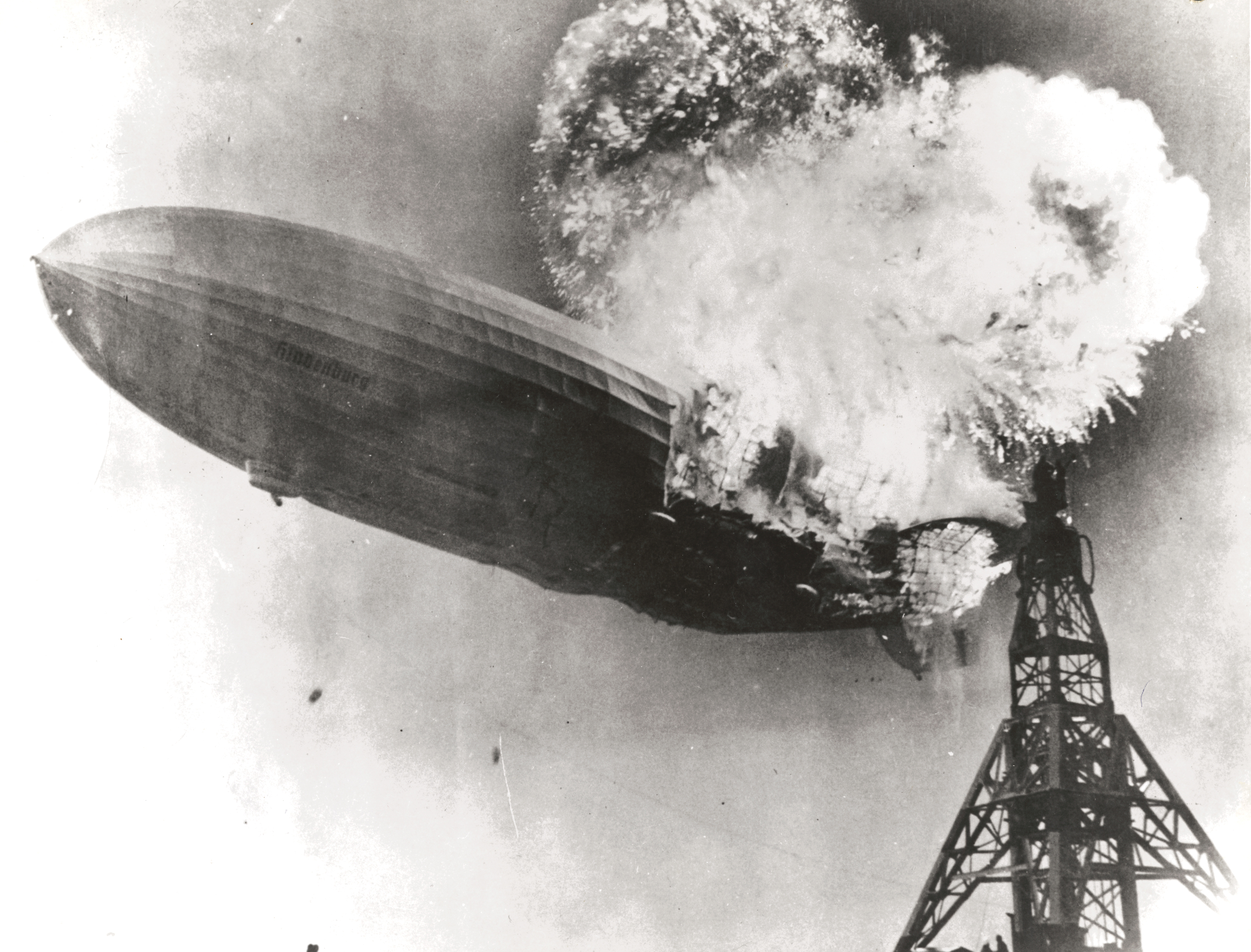
آتش سوزی
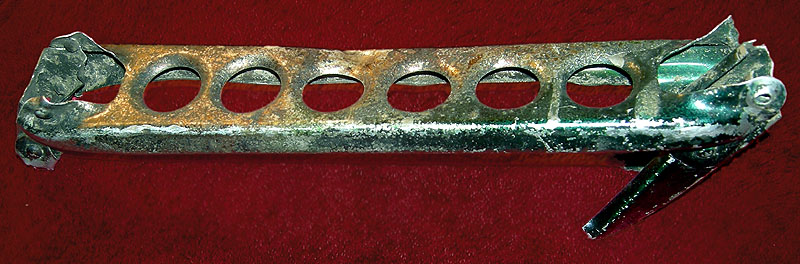
یک قطعه دورالومین هیندنبورگ